# 왕좌전 (쇼기)
왕좌전(王座戦)은 니혼케이자이신문사 주최의 쇼기 기전으로, 1953년에 일반기전으로서 창설되어, 1983년에 타이틀전으로 승격되었다. 도전기 형식의 타이틀전(용왕전, 명인전, 왕위전, 왕좌전, 기왕전, 예왕전, 왕장전, 기성전) 중 하나로 기전서열은 4위이다.

## 방식
1차예선, 2차예선, 도전자결정토너먼트를 거쳐서 도전자를 선발한다. 예선부터 도전자결정전까지 전 경기 단판 싱글엘리미네이션 토너먼트이다. 제한시간은 전 대국 5시간(제67기부터 체스클록 방식으로 변경)이다.

### 1차예선
본선 시드자 및 2차예선 시드자를 제외한 기사 전원과 성적 우수로 선발된 여류기사 4명이 6조로 나뉘어 각 조 우승자는 2차예선에 진출한다.

### 2차예선
1차예선 통과자 6명 및 2차예선 시드자에 의해 진행되며, 본선 정원 16명에서 본선 시드자 수를 뺀 인원수 만큼의 조로 나뉘어, 각 조 우승자는 본선에 진출한다. 2차예선 시드 조건은 다음과 같다.
- 순위전 B급2조 이상 소속
- 영세칭호자
- 전기 성적 우수자

### 도전자결정토너먼트
본선 시드자 및 2차예선 통과자 도합 16명에 의해 진행되며, 우승자는 왕좌와 도전5번기를 두게 된다. 본선 시드 조건은 다음과 같다.
- 전년도 왕좌(실관했을 경우)
- 전년도 4강 이상
- 타이틀 보유자

## 역대 결승 결과
※ 전적은 우승자 기준으로 O = 승, X = 패, 千 = 천일수, 持 = 지쇼기를 나타낸다.

### 일반기전(1953~82년)
- 일반 토너먼트

| 기 | 연도 | 우승자            | 전적 | 준우승자          | 비고                             |
| -- | ---- | ----------------- | ---- | ----------------- | -------------------------------- |
| 1  | 1953 | 오오야마 야스하루 | O    | 마루타 유조       |                                  |
| 2  | 1954 | 오오야마 야스하루 | OX□  | 마스다 코조       | 제3국은 마스다의 질병으로 부전승 |
| 3  | 1955 | 오오야마 야스하루 | XOO  | 나다 렌쇼         |                                  |
| 4  | 1956 | 코보리 세이이치   | OXO  | 타카시마 카즈키요 |                                  |
| 5  | 1957 | 마츠다 시게유키   | XOO  | 코보리 세이이치   |                                  |
| 6  | 1958 | 츠카다 마사오     | XOO  | 후타카미 타츠야   |                                  |
| 7  | 1959 | 오오야마 야스하루 | OO   | 야마다 미치요시   |                                  |
| 8  | 1960 | 마루타 유조       | OXO  | 오오야마 야스하루 |                                  |
| 9  | 1961 | 혼마 소에츠       | OO   | 카토 히후미       |                                  |
| 10 | 1962 | 카토 히후미       | OO   | 쿠마가이 미치히토 |                                  |
| 11 | 1963 | 나다 렌쇼         | XOO  | 세리자와 히로부미 |                                  |
| 12 | 1964 | 오오야마 야스하루 | OO   | 카토 히후미       |                                  |
| 13 | 1965 | 마루타 유조       | OO   | 나이토 쿠니오     |                                  |
| 14 | 1966 | 오오야마 야스하루 | OO   | 마루타 유조       |                                  |
| 15 | 1967 | 야마다 미치요시   | OO   | 나이토 쿠니오     |                                  |
| 16 | 1968 | 오오야마 야스하루 | OO   | 카토 히후미       |                                  |
| 17 | 1969 | 나카하라 마코토   | XOO  | 아리요시 미치오   |                                  |

- 전년도 우승자와 토너먼트 우승자의 3번기

| 기 | 연도 | 우승자            | 전적 | 준우승자          |
| -- | ---- | ----------------- | ---- | ----------------- |
| 18 | 1970 | 나카하라 마코토   | OO   | 후타카미 타츠야   |
| 19 | 1971 | 나카하라 마코토   | OO   | 카토 히후미       |
| 20 | 1972 | 나카하라 마코토   | OO   | 나이토 쿠니오     |
| 21 | 1973 | 나카하라 마코토   | OO   | 오오노 겐이치     |
| 22 | 1974 | 나카하라 마코토   | OXO  | 오오야마 야스하루 |
| 23 | 1975 | 키리야마 키요즈미 | OO   | 나카하라 마코토   |
| 24 | 1976 | 나카하라 마코토   | OO   | 키리야마 키요즈미 |
| 25 | 1977 | 나카하라 마코토   | OO   | 오오우치 노부유키 |
| 26 | 1978 | 나카하라 마코토   | OO   | 오오우치 노부유키 |
| 27 | 1979 | 나카하라 마코토   | OO   | 오오우치 노부유키 |
| 28 | 1980 | 오오야마 야스하루 | OO   | 나카하라 마코토   |
| 29 | 1981 | 오오야마 야스하루 | OXO  | 카츠우라 오사무   |
| 30 | 1982 | 나이토 쿠니오     | OO   | 오오야마 야스하루 |

### 타이틀전(1983년~)
| 기 | 연도 | 우승자          | 전적    | 준우승자          | 비고                     |
| -- | ---- | --------------- | ------- | ----------------- | ------------------------ |
| 31 | 1983 | 나카하라 마코토 | OXO     | 나이토 쿠니오     |                          |
| 32 | 1984 | 나카하라 마코토 | XXOOO   | 모리야스 히데미츠 |                          |
| 33 | 1985 | 나카하라 마코토 | XOOO    | 타니가와 코지     |                          |
| 34 | 1986 | 나카하라 마코토 | OOO     | 키리야마 키요즈미 |                          |
| 35 | 1987 | 츠카다 야스아키 | XXOOO   | 나카하라 마코토   |                          |
| 36 | 1988 | 나카하라 마코토 | OOO     | 츠카다 야스아키   |                          |
| 37 | 1989 | 나카하라 마코토 | XOXOO   | 아오노 테루이치   |                          |
| 38 | 1990 | 타니가와 코지   | OXOO    | 나카하라 마코토   |                          |
| 39 | 1991 | 후쿠사키 분고   | OOXX千O | 타니가와 코지     |                          |
| 40 | 1992 | 하부 요시하루   | OOO     | 후쿠사키 분고     |                          |
| 41 | 1993 | 하부 요시하루   | OXOO    | 타니가와 코지     |                          |
| 42 | 1994 | 하부 요시하루   | OOO     | 타니가와 코지     |                          |
| 43 | 1995 | 하부 요시하루   | OOO     | 모리 케이지       |                          |
| 44 | 1996 | 하부 요시하루   | OOO     | 시마 아키라       | 하부 명예 왕좌 자격 획득 |
| 45 | 1997 | 하부 요시하루   | OOO     | 시마 아키라       |                          |
| 46 | 1998 | 하부 요시하루   | XXOOO   | 타니가와 코지     |                          |
| 47 | 1999 | 하부 요시하루   | OXOO    | 마루야마 타다히사 |                          |
| 48 | 2000 | 하부 요시하루   | XO千XOO | 후지이 타케시     |                          |
| 49 | 2001 | 하부 요시하루   | OOXO    | 쿠보 토시아키     |                          |
| 50 | 2002 | 하부 요시하루   | OOO     | 사토 야스미츠     |                          |
| 51 | 2003 | 하부 요시하루   | OXX千OO | 와타나베 아키라   |                          |
| 52 | 2004 | 하부 요시하루   | OOXO    | 모리우치 토시유키 |                          |
| 53 | 2005 | 하부 요시하루   | 千OOO   | 사토 야스미츠     |                          |
| 54 | 2006 | 하부 요시하루   | OOO     | 사토 야스미츠     |                          |
| 55 | 2007 | 하부 요시하루   | OOO     | 쿠보 토시아키     |                          |
| 56 | 2008 | 하부 요시하루   | OOO     | 키무라 카즈키     |                          |
| 57 | 2009 | 하부 요시하루   | OOO     | 야마사키 타카유키 |                          |
| 58 | 2010 | 하부 요시하루   | OOO     | 후지이 타케시     |                          |
| 59 | 2011 | 와타나베 아키라 | OOO     | 하부 요시하루     |                          |
| 60 | 2012 | 하부 요시하루   | XOO千O  | 와타나베 아키라   |                          |
| 61 | 2013 | 하부 요시하루   | XOX千OO | 나카무라 타이치   |                          |
| 62 | 2014 | 하부 요시하루   | OOXXO   | 토요시마 마사유키 |                          |
| 63 | 2015 | 하부 요시하루   | OXXOO   | 사토 아마히코     |                          |
| 64 | 2016 | 하부 요시하루   | OOO     | 이토다니 테츠로   |                          |
| 65 | 2017 | 나카무라 타이치 | OOXO    | 하부 요시하루     |                          |
| 66 | 2018 | 사이토 신타로   | OOXXO   | 나카무라 타이치   |                          |
| 67 | 2019 | 나가세 타쿠야   | OOO     | 사이토 신타로     |                          |
| 68 | 2020 | 나가세 타쿠야   | OXOXO   | 쿠보 토시아키     |                          |
| 69 | 2021 | 나가세 타쿠야   | XOOO    | 키무라 카즈키     |                          |